# Верхівка (Пологівський район)
Верхі́вка —  село в Україні, у Пологівському районі Запорізької області. Населення становить 23 осіб. Входить до складу Розівської селищної громади.

## Географія
Село Верхівка знаходиться на відстані 1 км від сіл Іванівка та Запорізьке. Відстань від райцентру до населеного пункту  становить 39 кілометрів по прямій. 

## Історія
В 1899 році населений пункт засновано як село Полянівка. В 1946 році перейменоване в хутір Вільний. В 1980 році перейменоване в село Верхівка. 
До 2018 орган місцевого самоврядування - Солодководненська сільська рада. 
12 червня 2020 року, відповідно до розпорядження Кабінету Міністрів України № 713-р «Про визначення адміністративних центрів та затвердження територій територіальних громад Запорізької області», увійшло до складу Розівської селищної громади. 
19 липня 2020 року, в результаті адміністративно-територіальної реформи та ліквідації  Розівського району увійшло до складу Пологівського району.
Село тимчасово окуповане ЗС РФ в березні 2022 року в ході російсько-української війни.